# Sabia din stâncă
The Sword in the Stone, cu sensul de Sabia din stâncă, este un roman al scriitorului britanic T. H. White, publicat în 1938, inițial ca o lucrare de sine stătătoare, în prezent ca prima parte a unei tetralogii, The Once and Future King. ISBN-ul cărții este 0-399-22502-3. Fantezie a copilăriei regelui Arthur, este o lucrare sui generis care combină elemente de legendă, istorie, fantezie și comedie. Walt Disney Productions  a adaptat povestea într-un film de animație omonim, iar BBC l-a adaptat într-un program radio. 

## Rezumat
Premisa romanului este că tinerețea lui Arthur (Wart), despre care nu pomenește Thomas Mallory, a fost o perioadă în care a fost pregătit de Merlyn pentru folosirea puterii și a vieții regale. Merlyn îl transformă magic pe Wart în diferite animale uneori. El are, de asemenea, mai multe peripeții ca om, la un moment dat întâlnindu-se cu haiducul Robin Hood (care este menționat în roman ca Robin Wood). Cadrul romanului se bazează pe Anglia medievală, în locuri care încorporează cunoștințele considerabile ale lui White despre cultura medievală (ca și în ceea ce privește vânătoarea, falconeria și jocuri ecvestre). Cu toate acestea, autorul nu a căutat ca romanul să aibă o acuratețe istorice consecventă și încorporează unele anacronisme evidente (ajutat de conceptul că Merlyn trăiește înapoi în timp, mai degrabă decât înainte, spre deosebire de toți ceilalți). 

## Revizuiri
Prima ediție a editurii Collins a fost rescrisă parțial pentru  Putnam]] în America. Versiunea apărută în 1958 în tetralogie a fost revizuită în mod substanțial, pentru a încorpora parțial evenimentele și temele pe care White intenționase inițial să le acopere într-un al cincilea volum (care a fost publicat în cele din urmă după moartea sa, ca The Book of Merlyn). În acest scop, versiunea revizuită include mai multe episoade noi, inclusiv un pasaj pacifist în care Arthur este transformat într-o gâscă sălbatică care zboară atât de sus încât să nu poată percepe granițele naționale. Acesta lasă netratate câteva dintre episoadele apărute în original (în special bătălia lui Merlyn cu Madam Mim, care a apărut și în filmul Disney). Unii critici au considerat că versiunea revizuită este inferioară originalului. Editorii au avut tendința de a continua utilizarea versiunilor originale atunci când au fost publicate independent de tetralogie; versiunile originale, americane și Once and Future King sunt încă tipărite. 
Motivele pentru care White a făcut ultimele revizii sunt deschise speculațiilor. The Sword in the Stone, deși include unele teme serioase, este într-o oarecare măsură o fantezie destul de capricioasă a utopiei Merry England. Legătura sa cu legenda arturiană clasică era de fapt destul de limitată. Este de asemenea posibil ca scriitorul să fi fost într-o dispoziție mai întunecată după cel de-al doilea război mondial. S-a mai spus că, datorită cenzurii de război, editorii nu au dorit să tipărească unele dintre cele mai stridente sentimente anti-război ale lui White (care sunt foarte răspândite în Cartea lui Merlyn). 

## Adaptări

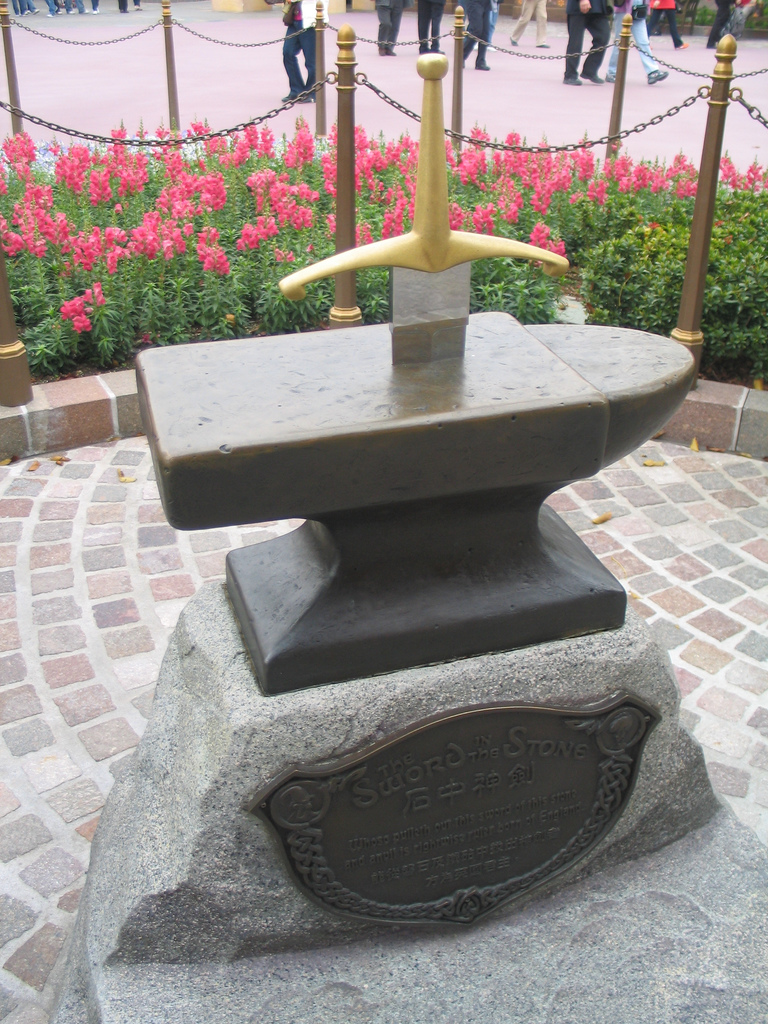
The Sword in the Stone, Hong Kong Disneyland

Walt Disney a realizat o adaptare de film animat,  The Sword in the Stone - Sabia din stâncă, filmul a fost lansat prima dată la 25 decembrie 1963 de către Buena Vista Distribution. La fel ca majoritatea filmelor Disney, se bazează pe complotul general al poveștii originale, dar o mare parte din substanța poveștii este schimbată considerabil. 

### Dramatizare radio
BBC a difuzat o dramatizare radio în șase părți în 1939, cu muzică incidentală de Benjamin Britten. Acest serial a fost reînviat în 1952, în urma re-descoperirii coloanei sonore a lui Britten după ce a fost crezut pierdut. O nouă adaptare radiofonică BBC a fost produsă în 1982, în care a jucat Michael Hordern în rolul lui Merlyn. Hordern a jucat anterior un alt mare vrăjitor din literatură, anume Gandalf, creat de Tolkien, în adaptarea radiofonică BBC din 1988 a filmului Stăpânul inelelor . 

## Premii
În 2014, The Sword in the Stone a primit premiul Retro-Hugo pentru cel mai bun roman din anul 1939.